# Coleoxestia guttula
Espèce
Coleoxestia guttula est une espèce de coléoptères de la famille des Cerambycidae.